# Marsdenia philippinensis
Marsdenia philippinensis är en oleanderväxtart som beskrevs av Rudolf Schlechter. Marsdenia philippinensis ingår i släktet Marsdenia och familjen oleanderväxter. Inga underarter finns listade i Catalogue of Life.